# Erich Zepler
Erich Ernest Zepler (ur. 27 stycznia 1898 w Herford, zm. 13 maja 1980 w Southampton) – angielsko-niemiecki fizyk i kompozytor szachowy pochodzenia żydowskiego. 

## Życiorys
Studiował w Berlinie oraz Bonn, doktoryzował się w Würzburgu. W roku 1935 wskutek prześladowań nazistowskich wyemigrował do Anglii, gdzie podjął pracę w Marconi Wireless Telegraph Company, następnie był wykładowcą University of Southampton oraz Cambridge University. W roku 1947 ufundował tamże pierwszy w historii wydział elektroniki w istniejącym do dziś tzw. Zepler-Building. W latach późniejszych zajmował się problematyką słuchu w szczególności reakcją narządu słuchu na impulsy. Jako kompozytor szachowy układał głównie wielochodówki. W roku 1957 otrzymał tytuł sędziego kompozycji szachowej, w roku 1973 tytuł mistrza kompozycji szachowej.
Poniżej przykładowa kompozycja szachowa autorstwa Zeplera.
|   | a | b | c | d | e | f | g | h |   |
| 8 | a8 – Czarny goniec · d5 – Czarny pionek · f5 – Biały goniec · h4 – Biały król · g3 – Biały skoczek · d2 – Biała wieża · g1 – Czarny król | a8 – Czarny goniec · d5 – Czarny pionek · f5 – Biały goniec · h4 – Biały król · g3 – Biały skoczek · d2 – Biała wieża · g1 – Czarny król | a8 – Czarny goniec · d5 – Czarny pionek · f5 – Biały goniec · h4 – Biały król · g3 – Biały skoczek · d2 – Biała wieża · g1 – Czarny król | a8 – Czarny goniec · d5 – Czarny pionek · f5 – Biały goniec · h4 – Biały król · g3 – Biały skoczek · d2 – Biała wieża · g1 – Czarny król | a8 – Czarny goniec · d5 – Czarny pionek · f5 – Biały goniec · h4 – Biały król · g3 – Biały skoczek · d2 – Biała wieża · g1 – Czarny król | a8 – Czarny goniec · d5 – Czarny pionek · f5 – Biały goniec · h4 – Biały król · g3 – Biały skoczek · d2 – Biała wieża · g1 – Czarny król | a8 – Czarny goniec · d5 – Czarny pionek · f5 – Biały goniec · h4 – Biały król · g3 – Biały skoczek · d2 – Biała wieża · g1 – Czarny król | a8 – Czarny goniec · d5 – Czarny pionek · f5 – Biały goniec · h4 – Biały król · g3 – Biały skoczek · d2 – Biała wieża · g1 – Czarny król | 8 |
| 7 | a8 – Czarny goniec · d5 – Czarny pionek · f5 – Biały goniec · h4 – Biały król · g3 – Biały skoczek · d2 – Biała wieża · g1 – Czarny król | a8 – Czarny goniec · d5 – Czarny pionek · f5 – Biały goniec · h4 – Biały król · g3 – Biały skoczek · d2 – Biała wieża · g1 – Czarny król | a8 – Czarny goniec · d5 – Czarny pionek · f5 – Biały goniec · h4 – Biały król · g3 – Biały skoczek · d2 – Biała wieża · g1 – Czarny król | a8 – Czarny goniec · d5 – Czarny pionek · f5 – Biały goniec · h4 – Biały król · g3 – Biały skoczek · d2 – Biała wieża · g1 – Czarny król | a8 – Czarny goniec · d5 – Czarny pionek · f5 – Biały goniec · h4 – Biały król · g3 – Biały skoczek · d2 – Biała wieża · g1 – Czarny król | a8 – Czarny goniec · d5 – Czarny pionek · f5 – Biały goniec · h4 – Biały król · g3 – Biały skoczek · d2 – Biała wieża · g1 – Czarny król | a8 – Czarny goniec · d5 – Czarny pionek · f5 – Biały goniec · h4 – Biały król · g3 – Biały skoczek · d2 – Biała wieża · g1 – Czarny król | a8 – Czarny goniec · d5 – Czarny pionek · f5 – Biały goniec · h4 – Biały król · g3 – Biały skoczek · d2 – Biała wieża · g1 – Czarny król | 7 |
| 6 | a8 – Czarny goniec · d5 – Czarny pionek · f5 – Biały goniec · h4 – Biały król · g3 – Biały skoczek · d2 – Biała wieża · g1 – Czarny król | a8 – Czarny goniec · d5 – Czarny pionek · f5 – Biały goniec · h4 – Biały król · g3 – Biały skoczek · d2 – Biała wieża · g1 – Czarny król | a8 – Czarny goniec · d5 – Czarny pionek · f5 – Biały goniec · h4 – Biały król · g3 – Biały skoczek · d2 – Biała wieża · g1 – Czarny król | a8 – Czarny goniec · d5 – Czarny pionek · f5 – Biały goniec · h4 – Biały król · g3 – Biały skoczek · d2 – Biała wieża · g1 – Czarny król | a8 – Czarny goniec · d5 – Czarny pionek · f5 – Biały goniec · h4 – Biały król · g3 – Biały skoczek · d2 – Biała wieża · g1 – Czarny król | a8 – Czarny goniec · d5 – Czarny pionek · f5 – Biały goniec · h4 – Biały król · g3 – Biały skoczek · d2 – Biała wieża · g1 – Czarny król | a8 – Czarny goniec · d5 – Czarny pionek · f5 – Biały goniec · h4 – Biały król · g3 – Biały skoczek · d2 – Biała wieża · g1 – Czarny król | a8 – Czarny goniec · d5 – Czarny pionek · f5 – Biały goniec · h4 – Biały król · g3 – Biały skoczek · d2 – Biała wieża · g1 – Czarny król | 6 |
| 5 | a8 – Czarny goniec · d5 – Czarny pionek · f5 – Biały goniec · h4 – Biały król · g3 – Biały skoczek · d2 – Biała wieża · g1 – Czarny król | a8 – Czarny goniec · d5 – Czarny pionek · f5 – Biały goniec · h4 – Biały król · g3 – Biały skoczek · d2 – Biała wieża · g1 – Czarny król | a8 – Czarny goniec · d5 – Czarny pionek · f5 – Biały goniec · h4 – Biały król · g3 – Biały skoczek · d2 – Biała wieża · g1 – Czarny król | a8 – Czarny goniec · d5 – Czarny pionek · f5 – Biały goniec · h4 – Biały król · g3 – Biały skoczek · d2 – Biała wieża · g1 – Czarny król | a8 – Czarny goniec · d5 – Czarny pionek · f5 – Biały goniec · h4 – Biały król · g3 – Biały skoczek · d2 – Biała wieża · g1 – Czarny król | a8 – Czarny goniec · d5 – Czarny pionek · f5 – Biały goniec · h4 – Biały król · g3 – Biały skoczek · d2 – Biała wieża · g1 – Czarny król | a8 – Czarny goniec · d5 – Czarny pionek · f5 – Biały goniec · h4 – Biały król · g3 – Biały skoczek · d2 – Biała wieża · g1 – Czarny król | a8 – Czarny goniec · d5 – Czarny pionek · f5 – Biały goniec · h4 – Biały król · g3 – Biały skoczek · d2 – Biała wieża · g1 – Czarny król | 5 |
| 4 | a8 – Czarny goniec · d5 – Czarny pionek · f5 – Biały goniec · h4 – Biały król · g3 – Biały skoczek · d2 – Biała wieża · g1 – Czarny król | a8 – Czarny goniec · d5 – Czarny pionek · f5 – Biały goniec · h4 – Biały król · g3 – Biały skoczek · d2 – Biała wieża · g1 – Czarny król | a8 – Czarny goniec · d5 – Czarny pionek · f5 – Biały goniec · h4 – Biały król · g3 – Biały skoczek · d2 – Biała wieża · g1 – Czarny król | a8 – Czarny goniec · d5 – Czarny pionek · f5 – Biały goniec · h4 – Biały król · g3 – Biały skoczek · d2 – Biała wieża · g1 – Czarny król | a8 – Czarny goniec · d5 – Czarny pionek · f5 – Biały goniec · h4 – Biały król · g3 – Biały skoczek · d2 – Biała wieża · g1 – Czarny król | a8 – Czarny goniec · d5 – Czarny pionek · f5 – Biały goniec · h4 – Biały król · g3 – Biały skoczek · d2 – Biała wieża · g1 – Czarny król | a8 – Czarny goniec · d5 – Czarny pionek · f5 – Biały goniec · h4 – Biały król · g3 – Biały skoczek · d2 – Biała wieża · g1 – Czarny król | a8 – Czarny goniec · d5 – Czarny pionek · f5 – Biały goniec · h4 – Biały król · g3 – Biały skoczek · d2 – Biała wieża · g1 – Czarny król | 4 |
| 3 | a8 – Czarny goniec · d5 – Czarny pionek · f5 – Biały goniec · h4 – Biały król · g3 – Biały skoczek · d2 – Biała wieża · g1 – Czarny król | a8 – Czarny goniec · d5 – Czarny pionek · f5 – Biały goniec · h4 – Biały król · g3 – Biały skoczek · d2 – Biała wieża · g1 – Czarny król | a8 – Czarny goniec · d5 – Czarny pionek · f5 – Biały goniec · h4 – Biały król · g3 – Biały skoczek · d2 – Biała wieża · g1 – Czarny król | a8 – Czarny goniec · d5 – Czarny pionek · f5 – Biały goniec · h4 – Biały król · g3 – Biały skoczek · d2 – Biała wieża · g1 – Czarny król | a8 – Czarny goniec · d5 – Czarny pionek · f5 – Biały goniec · h4 – Biały król · g3 – Biały skoczek · d2 – Biała wieża · g1 – Czarny król | a8 – Czarny goniec · d5 – Czarny pionek · f5 – Biały goniec · h4 – Biały król · g3 – Biały skoczek · d2 – Biała wieża · g1 – Czarny król | a8 – Czarny goniec · d5 – Czarny pionek · f5 – Biały goniec · h4 – Biały król · g3 – Biały skoczek · d2 – Biała wieża · g1 – Czarny król | a8 – Czarny goniec · d5 – Czarny pionek · f5 – Biały goniec · h4 – Biały król · g3 – Biały skoczek · d2 – Biała wieża · g1 – Czarny król | 3 |
| 2 | a8 – Czarny goniec · d5 – Czarny pionek · f5 – Biały goniec · h4 – Biały król · g3 – Biały skoczek · d2 – Biała wieża · g1 – Czarny król | a8 – Czarny goniec · d5 – Czarny pionek · f5 – Biały goniec · h4 – Biały król · g3 – Biały skoczek · d2 – Biała wieża · g1 – Czarny król | a8 – Czarny goniec · d5 – Czarny pionek · f5 – Biały goniec · h4 – Biały król · g3 – Biały skoczek · d2 – Biała wieża · g1 – Czarny król | a8 – Czarny goniec · d5 – Czarny pionek · f5 – Biały goniec · h4 – Biały król · g3 – Biały skoczek · d2 – Biała wieża · g1 – Czarny król | a8 – Czarny goniec · d5 – Czarny pionek · f5 – Biały goniec · h4 – Biały król · g3 – Biały skoczek · d2 – Biała wieża · g1 – Czarny król | a8 – Czarny goniec · d5 – Czarny pionek · f5 – Biały goniec · h4 – Biały król · g3 – Biały skoczek · d2 – Biała wieża · g1 – Czarny król | a8 – Czarny goniec · d5 – Czarny pionek · f5 – Biały goniec · h4 – Biały król · g3 – Biały skoczek · d2 – Biała wieża · g1 – Czarny król | a8 – Czarny goniec · d5 – Czarny pionek · f5 – Biały goniec · h4 – Biały król · g3 – Biały skoczek · d2 – Biała wieża · g1 – Czarny król | 2 |
| 1 | a8 – Czarny goniec · d5 – Czarny pionek · f5 – Biały goniec · h4 – Biały król · g3 – Biały skoczek · d2 – Biała wieża · g1 – Czarny król | a8 – Czarny goniec · d5 – Czarny pionek · f5 – Biały goniec · h4 – Biały król · g3 – Biały skoczek · d2 – Biała wieża · g1 – Czarny król | a8 – Czarny goniec · d5 – Czarny pionek · f5 – Biały goniec · h4 – Biały król · g3 – Biały skoczek · d2 – Biała wieża · g1 – Czarny król | a8 – Czarny goniec · d5 – Czarny pionek · f5 – Biały goniec · h4 – Biały król · g3 – Biały skoczek · d2 – Biała wieża · g1 – Czarny król | a8 – Czarny goniec · d5 – Czarny pionek · f5 – Biały goniec · h4 – Biały król · g3 – Biały skoczek · d2 – Biała wieża · g1 – Czarny król | a8 – Czarny goniec · d5 – Czarny pionek · f5 – Biały goniec · h4 – Biały król · g3 – Biały skoczek · d2 – Biała wieża · g1 – Czarny król | a8 – Czarny goniec · d5 – Czarny pionek · f5 – Biały goniec · h4 – Biały król · g3 – Biały skoczek · d2 – Biała wieża · g1 – Czarny król | a8 – Czarny goniec · d5 – Czarny pionek · f5 – Biały goniec · h4 – Biały król · g3 – Biały skoczek · d2 – Biała wieża · g1 – Czarny król | 1 |
|   | a | b | c | d | e | f | g | h |   |

Rozwiązanie: [1.Ge4! de4 2.Kh3 e3 3.Wd1+ Kf2 4.Wf1 mat]
(zaznacz tekst pomiędzy nawiasami, aby zobaczyć rozwiązanie)